# Stefanos Christopoulos

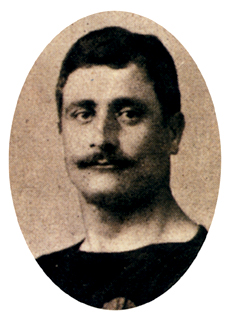
Stefanos Christopoulos

Stefanos Christopoulos (griechisch Στέφανος Χρηστόπουλος, * 1876 in Patras; † nach 1906) war ein griechischer Ringer und Gewichtheber, der an den Olympischen Sommerspielen 1896 in Athen und an den Olympischen Zwischenspielen 1906 teilnahm. Er war zudem Mitglied im Leichtathletikverein Panachaiki.
Christopoulos nahm an den Olympischen Spielen 1896 im griechisch-römischen Wettbewerb teil.
| Runde      | Gegner                  |
| ---------- | ----------------------- |
| 1. Runde   | HUN Momcsilló Tapavicza |
| Halbfinale | GRE Georgios Tsitas     |

Durch die Niederlage gegen Tsitas erreichte Christopoulos nur den Dritten Rang.
Bei den Olympischen Zwischenspielen 1906 trat er in der Schwergewichtsklasse an, in der er den vierten Platz erreichte, nachdem er Rudolf Arnold besiegt hatte, jedoch gegen Marcel Dubois verlor. Bei den Zwischenspielen trat er auch als Gewichtheber an. In der einarmigen Klasse erzielte er folgendes Ergebnis:
|          | 40 kg | 55,3 kg | 60,4 kg | 65,45 kg | 70,75 kg | 73,75 kg | 76,55 kg | Platzierung |
| -------- | ----- | ------- | ------- | -------- | -------- | -------- | -------- | ----------- |
| Ergebnis | oo    | x       |         |          |          |          |          | 11          |

Sein Ergebnis in der beidarmigen Klasse:
|          | 81 kg | 100,5 kg | 108,5 kg | 121,5 kg | 129,5 kg | 136,5 kg | 142,4 kg | Platzierung |
| -------- | ----- | -------- | -------- | -------- | -------- | -------- | -------- | ----------- |
| Ergebnis | o     | o        | o        | x        |          |          |          | 7           |